# Oscilația Arctică

Poziții medii ale sistemelor meteorologice în timpul oscilațiilor arctice pozitive și negative.

Oscilația Arctică (în engleză Arctic Oscillation) sau indicele AO este un indice descriptiv care face parte din teleconexiunile atmosferice. Oscilația Arctică este o variație a diferenței de presiune atmosferică, la nivelul mării, între 20° N și Polul Nord, de la un an la altul. Această variație este legată de intensitatea și de poziția medie a depresiunilor și a maximelor dintre Arctica și latitudinile 37° - 45° N, precum și de cea a vortexului polar. Aceasta acoperă întreaga emisferă nordică, în timp ce alte oscilații similare, cum ar fi oscilația nord-atlantică, acoperă bazine oceanice specifice.

## Definiție
Atunci când Oscilația Arctică se află în faza pozitivă, există o diferență de presiune mai mare între 20° N și Polul Nord, cu presiune scăzută în Arctica și presiune ridicată la latitudinile temperate ale planetei. Atunci când este negativă, sistemele se inversează. De obicei, este nevoie de câteva zile până la câteva luni pentru ca situațiile să se inverseze în acest fel, iar acest lucru este cunoscut sub numele de oscilație. Acest model al situației de la suprafață este strâns legat de situația din troposfera superioară și stratosferă. Stratosfera tinde să se răcească în timpul fazei pozitive și, invers, în timpul fazei negative. Acest lucru întărește vortexul polar în faza pozitivă.

## Faza pozitivă
Gradient pozitiv, adică presiune ridicată la latitudini medii și presiune scăzută la latitudini polare. Acest lucru are ca rezultat un vortex polar deosebit de adânc și activ care împinge curenții de vest deosebit de puternic; aceștia sunt tensionați, nu foarte ondulați, ceea ce limitează schimbul de căldură. Frigul se concentrează la latitudini înalte, iar curenții blânzi din vestul Atlanticului domină în special deasupra Europei.

## Faza negativă
Gradient negativ, adică presiune scăzută la latitudini medii și ridicată în regiunile polare. Vortexul polar este astfel destabilizat. În funcție de amploarea fenomenului, vortexul polar poate să se eclipseze pur și simplu sau să se împartă în două sau chiar trei părți (divizarea vortexului polar). Aceste părți migrează spre sud, provocând valuri de frig puternice la latitudini medii.

## Periodicitate

Grafic al Oscilației Arctice de iarnă (pozitivă în roșu și negativă în albastru) din 1899 până în 2013.

Bascularea zonală simetrică dintre presiunile la nivelul mării la latitudini polare și temperate a fost identificată pentru prima dată de Edward Lorenz și denumită în 1998 de David W.J. Thompson și John Michael Wallace.
În cea mai mare parte a secolului al XX-lea, Oscilația Arctică a alternat între faze pozitive și negative. Începând cu anii 1970, oscilația s-a îndreptat spre o fază mai pozitivă atunci când este calculată folosind o medie mobilă de 60 de zile, deși în ultimul deceniu a trecut la o stare mai neutră.
Oscilația fluctuează, de asemenea, în mod stohastic între valori negative și pozitive pe diferite scări de timp: zilnică, lunară, sezonieră și anuală. În ciuda acestui caracter, meteorologii au atins în ultimii ani un nivel ridicat de acuratețe a predicției: corelația dintre observațiile reale și prognoza ansamblului modelului de predicție digitală a vremii pe 7 zile GSF este de aproximativ 0,9, o cifră foarte ridicată pentru această statistică.

## Efecte
În perioadele pozitive ale indicelui, Europa și Asia înregistrează temperaturi mai ridicate decât în mod obișnuit, în timp ce în nordul Canadei este mai frig. În perioadele negative, se întâmplă opusul.